# 一志治夫
一志 治夫（いっし はるお、1956年6月10日 - ）は、日本のノンフィクションライター。

## 来歴・人物
長野県松本市生まれ。生後すぐの1957年より東京都三鷹市下連雀に転居し、三鷹市で育つ。1975年東京都立豊多摩高等学校卒。1977年早稲田大学教育学部社会科学専修入学、1982年7月中退。
在学中より執筆活動を始め、『月刊現代』記者などを経て、1989年3月『たった一度のポールポジション』（講談社）でノンフィクションライターとしてデビュー。1989年夏から1990年夏にかけて1年間イタリア・フィレンツェに滞在、F1やサッカーなど欧州スポーツの取材、執筆を行なう。
1994年、いわゆる「ドーハの悲劇」を軸にサッカー選手都並敏史を描いた『狂気の左サイドバック』で第1回小学館ノンフィクション大賞を受賞。2004年には植物生態学者宮脇昭の人生を描いた 『魂の森を行け－3000万本の木を植えた男の物語』を出版したが、後に宮脇昭が「3000万本の木を植えた男」と称されるようになったのは、この作品タイトルが由来とされている。
これまでに『週刊文春』、『週刊ポスト』、『週刊朝日』、『読売新聞』、『日経エンタテインメント!』、『Number』、『DIME』、『BE-PAL』、『ダ・ヴィンチ』、『BRIO』などで連載記事を執筆。その他、『文藝春秋』、『AERA』等各紙誌にも人物インタビュー、人物論などを掲載している。

## 受賞歴
- 1994年 - 『狂気の左サイドバック』で第1回小学館ノンフィクション大賞受賞[1]

## 著作
- 『たった一度のポールポジション』 講談社、1989年、のちに講談社文庫
- 『デッドヒートは終わらない』講談社、1992年
- 『足に魂こめました カズが語った「三浦知良」』文藝春秋、1993年、のちに文春文庫
- 『狂気の左サイドバック 日の丸サッカーはなぜ敗れたか』小学館、1994年、のちに小学館ライブラリーならびに新潮文庫
- 『前線からのクリスマスカード』幻冬舎、1996年、のちに『前へ、前へ』と改題のうえ幻冬舎文庫
- 『たったひとりのワールドカップ　三浦知良1700日の戦い』幻冬舎文庫、1998年（書き下ろし）
- 『総合商社プロフェッショナル。 15人の三菱商事マン、ビジネス最前線からのレポート』エスクァイア マガジン ジャパン、1999年
- 『僕の名前は。アルピニスト野口健の青春』講談社、2001年、のち講談社文庫
- 『魂の森を行け－3000万本の木を植えた男の物語』集英社インターナショナル、2004年、のちに新潮文庫、新版『宮脇昭、果てなき闘い　魂の森を行け－新版ー』集英社インターナショナル
- 『小澤征爾 サイトウ・キネン・オーケストラ　欧州を行く』撮影／ND CHOW、小学館
- 『豆腐道－嵯峩豆腐「森嘉」五代目森井源一』新潮社
- 『失われゆく鮨をもとめて』新潮社、2006年
- 『働きマン－仕事人に聞く』安野モヨコ画、講談社、2008年
- 『VENUS北京　篠山紀信北京オリンピック女子アスリート写真集』撮影／篠山紀信、小学館
- 『庄内パラディーゾ－アル・ケッチァーノと美味なる男たち』文藝春秋、2009年、のちに『奇跡のレストラン アル・ケッチァーノ 食と農の都・庄内パラディーゾ』と改題のうえ文春文庫
- 『綾戸智恵、介護を学ぶ』講談社、2010年
- 『幸福な食堂車 － 九州新幹線のデザイナー水戸岡鋭治の「気」と「志」』プレジデント社、2012年
- 『アンデルセン物語 －食卓に志を運ぶ「パン屋」の誇り』新潮社、2013年
- 『「ななつ星」物語 － めぐり逢う旅と「豪華列車」誕生の秘話』小学館、2014年、のち文庫
- 『幸福な食堂車 - 九州新幹線のデザイナー水戸岡鋭治の物語』小学館セレクト、2016年
- 『旅する江戸前鮨 -「すし匠」中澤圭二の挑戦』文藝春秋、2018年
- 『美酒復権 - 秋田の若手蔵元集団「NEXT5」の挑戦』プレジデント社、2018年

## 文庫解説
- 『夕陽が眼にしみる － 象が空を ＜１＞』 沢木耕太郎〈文春文庫〉、2000年
- 『三十光年の星たち ＜上下＞』宮本輝〈新潮文庫〉、2013年